# 道鏡

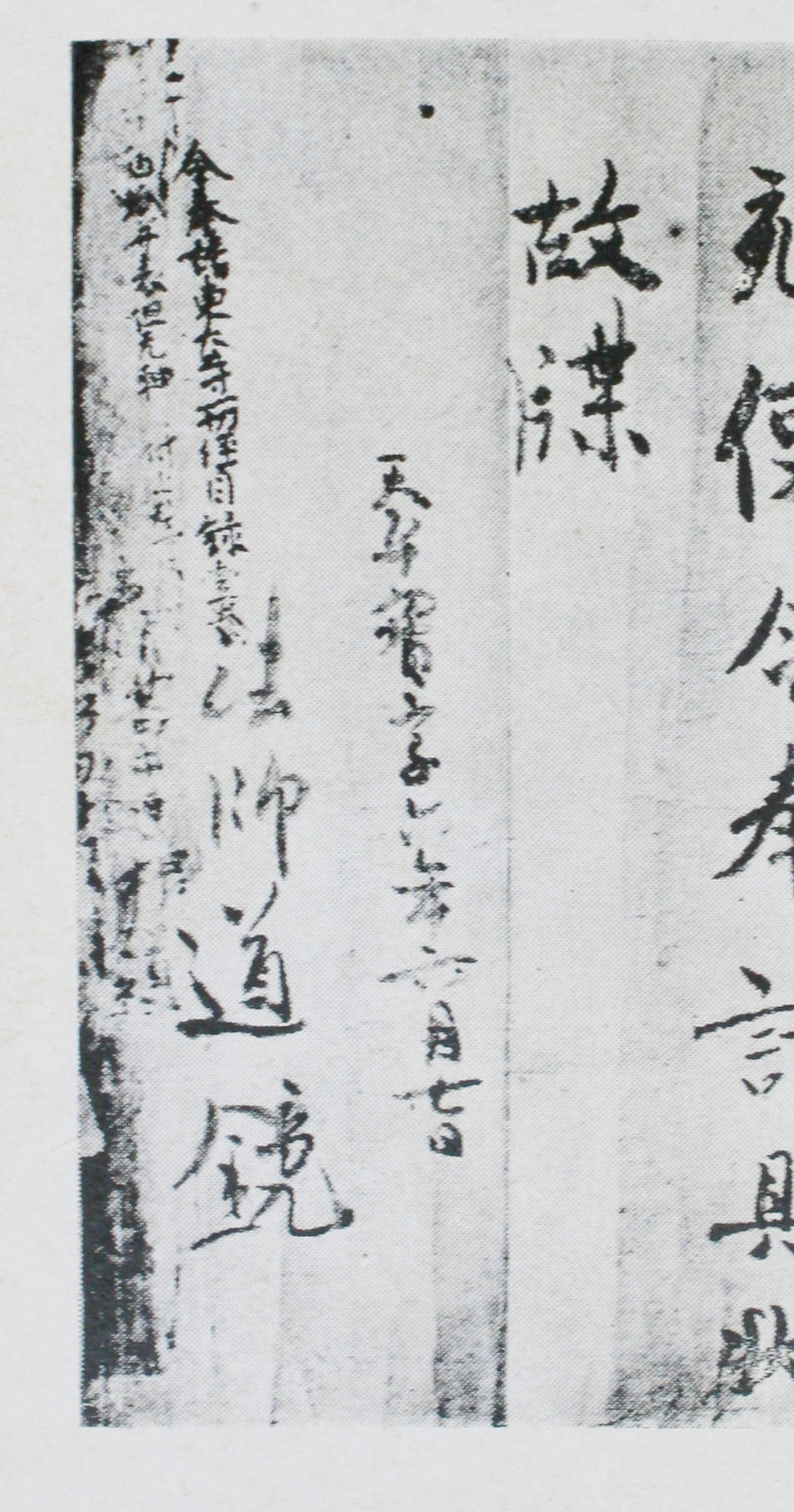
道鏡 自筆署名

道鏡（どうきょう、文武天皇4年（700年）? - 宝亀3年4月7日（772年5月13日）以前）は、奈良時代の僧侶。俗姓は弓削氏（弓削連）。俗姓から、弓削 道鏡（ゆげ の どうきょう）とも呼ばれる。平将門、足利尊氏とともに日本三悪人と称されることがある。ただし、瀧浪貞子・京都女子大名誉教授のように悪人説を否定する者もいる。

## 出自
弓削氏は弓を製作する弓削部を統率した氏族。複数の系統があるが、道鏡の属する系統（弓削連）は物部氏の一族とされ、物部守屋が弓削大連と称して以降、その子孫が弓削氏を称したという。孝謙上皇が天平宝字8年（764年）に出した宣命では、道鏡が先祖の「大臣」の地位を継ごうとしているから退けよとの藤原仲麻呂からの奏上があったと語られるが、この「大臣」は大連の地位にあった物部守屋を指すと考えられる。
天智天皇の皇子である志貴皇子の落胤とする異説もある。

## 生涯

### 朝廷での出世
文武天皇4年（700年）に 河内国若江郡（現在の大阪府八尾市）に生まれた。若年の頃に法相宗の高僧・義淵の弟子となり、良弁から梵語（サンスクリット語）を学んだ。禅に通じていたことで知られており、これによって内道場（宮中の仏殿）に入ることを許され、禅師に列せられた。
天平宝字5年（761年）平城宮改修のために都を一時的に近江国保良宮に移した際、病気を患った孝謙上皇（後の称徳天皇）の傍に侍して看病して以来、その寵を受けることとなった。淳仁天皇は常にこれに対して意見を述べたため、孝謙上皇と淳仁天皇とは相容れない関係となった。
天平宝字7年（763年）、慈訓に代わって少僧都に任じられ、翌天平宝字8年（764年）には藤原仲麻呂の乱で太政大臣の藤原仲麻呂が誅されたため、道鏡が太政大臣禅師に任ぜられた。翌年には法王となり、仏教の理念に基づいた政策を推進した。
道鏡の後ろ盾を受け、弟の弓削浄人が8年間で従二位・大納言にまで昇進するなど、一門で五位以上の者は10人に達した。これに加えて、道鏡が僧侶でありながら政務に参加することに対する反感もあり、藤原氏らの不満が高まった。

### 宇佐神託と左遷

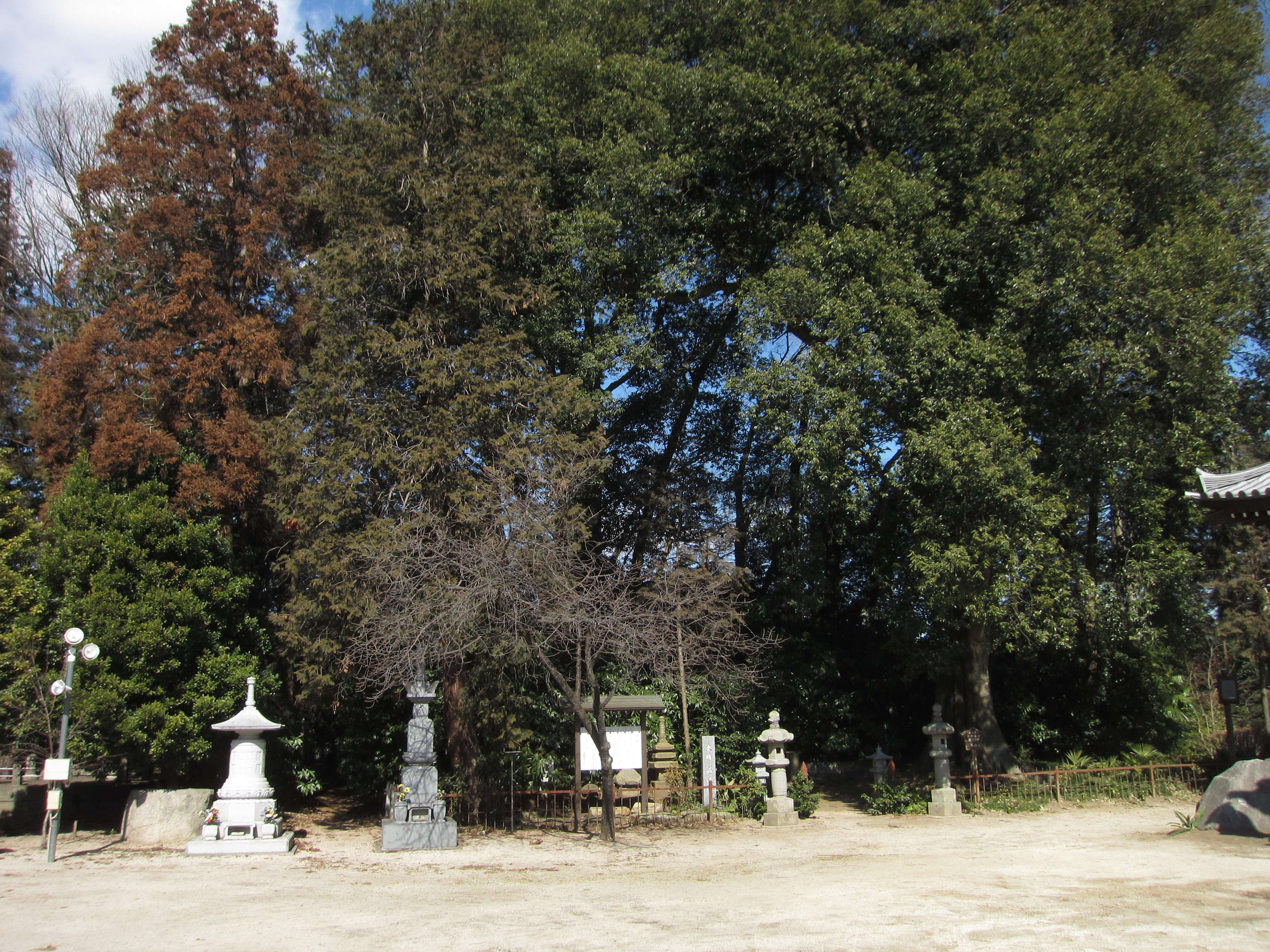
道鏡塚（下野市の龍興寺）

大宰主神（だざいのかんづかさ）の中臣習宜阿曾麻呂が宇佐神宮より道鏡を天皇の位につければ天下は泰平になるとの神託があったと伝えた。しかし、和気清麻呂が勅使として宇佐神宮に参向した後この神託が虚偽であることを上申したため、道鏡が皇位に就くことはなかった。
神護景雲4年（770年）に称徳天皇が崩御すると、道鏡は葬礼の後も僥倖を頼み称徳天皇の御陵を守ったが、神護景雲4年8月21日、造下野薬師寺別当（下野国）を命ぜられて下向し、赴任地の下野国で没した。道鏡死去の報は、宝亀3年（772年）4月7日に下野国から光仁天皇に言上された。
道鏡は長年の功労により刑罰を科されることは無かったが、親族4名（弟・弓削浄人とその息子の広方、広田、広津）が捕えられて土佐国に配流された（以上、『続日本紀』）。
龍興寺（栃木県下野市）境内に道鏡の墓と伝えられる塚がある。

## 風説
孝謙天皇に寵愛されたことから、天皇と姦通していたとする説や巨根説などが唱えられた。『日本霊異記』や『古事談』など、説話集の材料にされることも多い。しかし、これらは平安時代以降になって唱えられるようになったもので、信頼の置ける一次史料はない。
江戸時代には「道鏡は　すわるとひざが　三つでき」「道鏡に 崩御崩御と 称徳言い」「道鏡に 根まで入れろと 詔（みことのり）」という川柳が詠まれた。また、大阪・奈良の山中に生息するオサムシの一種は、体長に比して非常に大きな交接器を持つことから、道鏡の巨根説にちなんで「ドウキョウオサムシ」と呼ばれる。こうした巨根説について、樋口清之は「道饗」と「道鏡」が混同され、道祖神と結びつけられたために成立したとしていた。また海音寺潮五郎は「史記の呂不韋列伝にある嫪毐と始皇帝の母后の話が原型」という説を紹介し賛意を示している。
熊本市にある弓削神社には「道鏡が失脚した後この地を訪れて、そこで藤子姫という妖艶華麗な女性を見初めて夫婦となり、藤子姫の献身的なもてなしと交合よろしきをもって、あの大淫蕩をもって知られる道鏡法師がよき夫として安穏な日々を過ごした」という民話がある。
道鏡生誕の地である大阪府八尾市で1980年に立ち上げられた市民団体「道鏡を知る会」が、道鏡は悪僧ではなく、仏教の礎を築いた人物として、その業績を見直す活動を行っている。同会は2020年に、称徳天皇が建立した奈良市の西大寺に道鏡の木像を奉納した。2022年、会員数の減少を理由に「道鏡を知る会」は解散したが、顕彰は続いている。

## 所縁の寺院
『続日本紀』には、道鏡が建設に携わった由義寺の記述がある。2017年、大阪府八尾市教育委員会は、市内の東弓削遺跡の七重塔基壇を含む寺院遺構を由義寺のものであると発表している。

## 道鏡を主題とした作品
小説
- 坂口安吾『道鏡』（『道鏡・家康』ISBN 4829111321　所収、富士見書房時代小説文庫）
- 黒岩重吾『弓削道鏡』上巻　ISBN 4167182300　下巻　ISBN 4167182319　　文藝春秋刊
- 藤巻一保『陰陽魔界伝 弓削道鏡篇』ISBN 4198505489 徳間書店刊
- 周防柳『恋する女帝』　ISBN 4120058689 中央公論新社刊

映画
- 『妖僧』（1963年、大映京都、道鏡役：市川雷蔵、監督衣笠貞之助）

テレビドラマ
- 『唐招提寺1200年の謎〜天平を駆けぬけた男と女たち』（2009年、TBS、道鏡役：魔裟斗）